# Venturia depressa
Venturia depressa là một loài tò vò trong họ Ichneumonidae.